# Sollevamento pesi ai Giochi della XXX Olimpiade - 105 kg maschile
Le gare di sollevamento pesi della categoria fino a 105 kg dei giochi olimpici di Londra 2012 si sono svolte il 6 agosto 2012 presso l'ExCeL Exhibition Centre.

## Programma
Tutti gli orari sono British Summer Time (UTC+1)
| Data                  | Ora   | Gruppo   |
| --------------------- | ----- | -------- |
| Lunedì, 6 agosto 2012 | 15:30 | Gruppo A |
| Lunedì, 6 agosto 2012 | 19:00 | Gruppo B |

## Record
Prima della competizione, i record olimpici e mondiali erano i seguenti:
| Record mondiale | Strappo | Andrėj Aramnaŭ Bielorussia | 200 kg | 18 agosto 2008 Pechino, Cina      |
| Record mondiale | Slancio | David Bedžanjan Russia     | 238 kg | 17 dicembre 2011 Belgorod, Russia |
| Record mondiale | Totale  | Andrėj Aramnaŭ Bielorussia | 436 kg | 18 agosto 2008 Pechino, Cina      |
| Record olimpico | Strappo | Andrėj Aramnaŭ Bielorussia | 200 kg | 18 agosto 2008 Pechino, Cina      |
| Record olimpico | Slancio | Andrėj Aramnaŭ Bielorussia | 236 kg | 18 agosto 2008 Pechino, Cina      |
| Record olimpico | Totale  | Andrėj Aramnaŭ Bielorussia | 436 kg | 18 agosto 2008 Pechino, Cina      |

Durante l'evento tali record non sono stati migliorati.

## Risultati
| Pos. | Atleta                   | Gruppo | Peso   | Strappo (kg) | Strappo (kg) | Strappo (kg) | Strappo (kg) | Slancio (kg) | Slancio (kg) | Slancio (kg) | Slancio (kg) | Totale |
| Pos. | Atleta                   | Gruppo | Peso   | 1            | 2            | 3            | Risultato    | 1            | 2            | 3            | Risultato    | Totale |
| ---- | ------------------------ | ------ | ------ | ------------ | ------------ | ------------ | ------------ | ------------ | ------------ | ------------ | ------------ | ------ |
|      | Navab Nassirshalal (IRI) | A      | 104,41 | 183          | 183          | 184          | 184          | 222          | 227          | 229          | 227          | 411    |
|      | Bartłomiej Bonk (POL)    | A      | 104,01 | 185          | 188          | 190          | 190          | 219          | 220          | 225          | 220          | 410    |
|      | İvan Yefremov (UZB)      | A      | 103,83 | 175          | 179          | 183          | 183          | 213          | 218          | 225          | 218          | 401    |
| 4    | Ahed Joughili (SYR)      | A      | 104,98 | 172          | 180          | 184          | 180          | 215          | 218          | 225          | 218          | 398    |
| 5    | Artūrs Plēsnieks (LAT)   | B      | 103,69 | 167          | 171          | 175          | 175          | 208          | 215          | 225          | 215          | 390    |
| 6    | Jorge Arroyo (ECU)       | B      | 103,96 | 175          | 180          | 185          | 185          | 200          | 200          | 208          | 200          | 385    |
| 7    | Jürgen Spieß (GER)       | B      | 104,45 | 167          | 172          | 175          | 172          | 197          | 202          | 214          | 202          | 374    |
| 8    | Serhij Tahirov (UKR)     | B      | 104,72 | 166          | 171          | 174          | 174          | 200          | 207          | 208          | 200          | 374    |
| 9    | Martin Tešovič (SVK)     | B      | 104,19 | 162          | 167          | 170          | 167          | 190          | 196          | 196          | 196          | 363    |
| 10   | Alexandr Zaichikov (KAZ) | B      | 94,74  | 155          | 165          | 165          | 155          | 195          | 201          | 205          | 205          | 360    |
| 11   | Jorge García (CHI)       | B      | 104,41 | 150          | 150          | 161          | 150          | 191          | 191          | 191          | 191          | 341    |
| 12   | Walid Bidani (ALG)       | B      | 101,45 | 160          | 160          | 165          | 160          | 180          | 180          | 180          | 180          | 340    |
| —    | Gia Machavariani (GEO)   | A      | 103,86 | 185          | 185          | 185          | 185          | 220          | 220          | 225          | —            | —      |
| —    | Kim Hwa-Seung (KOR)      | A      | 104,55 | 178          | 178          | 178          | —            | —            | —            | —            | —            | —      |
| —    | Marcin Dołęga (POL)      | A      | 104,01 | 190          | 190          | 190          | —            | —            | —            | —            | —            | —      |
| —    | Oleksij Torochtij (UKR)  | A      | 104,31 | 185          | 190          | 190          | 185          | 222          | 226          | 227          | 227          | DSQ    |
| —    | Ruslan Nurudinov (UZB)   | A      | 102,04 | 184          | 188          | 190          | 184          | 220          | 226          | 226          | 220          | DSQ    |